# Репихово (Владимирская область)
Репихово — деревня в Петушинском районе Владимирской области России, входит в состав Нагорного сельского поселения.

## География
Деревня Репихово расположена в 6 км на юго-запад от города Покров и в 23 км на запад от райцентра города Петушки на высоте 115-120 м над уровнем моря. В деревне две улицы – Центральная и Луговая.

## История
В XVIII веке Репихово – владельческая деревня Покровского уезда Владимирской губернии, вотчина княжеского рода Прозоровских. В конце XVIII века была приобретена у князя Н.П. Прозоровского коллежским асессором П.А. Смирновым, впоследствии принадлежала его потомкам. В середине XIX века перешла во владение к коллежскому асессору Н.И. Каринскому.

Владельцы деревни в XVIII–XIX веках:

1763 г. – капитан князь Николай Петрович Прозоровский (1729 г.р.);

1782 г. – коллежский асессор Петр Алексеевич Смирнов (впоследствии – надворный советник);

1789–1795 гг. – вдова надворного советника Анна Петровна Смирнова и ее сыновья: Дмитрий Петрович (капитан-поручик лейб-гвардии Преображенского полка), Михаил Петрович (ротмистр гвардии конного полка), Петр Петрович (вахмистр гвардии конного полка);

1810–1834 гг. – коллежский асессор  Петр Петрович Смирнов (с 1811 г. – титулярный советник);

1855 г. – генерал Смирнов;

1858–1860 гг. – коллежский асессор Николай Иванович Каринский.
В конце XIX — начале XX века деревня Репихово входила в состав Покров-Слободской волости Покровского уезда, с 1921 года — в составе Покровской волости Орехово-Зуевского уезда Московской губернии.
С 1929 года деревня входила в состав Молодинского сельсовета Орехово-Зуевского района Московской области, с 1939 года — в составе Глубоковского сельсовета, с 1944 года — в составе Петушинского района Владимирской области, с 1945 года — в составе Покровского района, с 1960 года — в составе Петушинского района, с 2005 года — в составе Нагорного сельского поселения.

## Население
Численность крестьян в деревне Репихово согласно ревизским сказкам и исповедным ведомостям в XVIII-XIX веках (человек):
1782 г. — 122, 1795 г. – 132, 1810 г. – 140, 1830 г. – 158, 1855 г. – 187, 1858 г.– 191, 1860 г. – 191. 
В 1857 году — 28 дворов, 96 жителей мужского пола, 117 женского.

В 1859 году — 31 дворов.

В 1905 году — 40 дворов.

В 1926 году — 50 дворов.
| 1859 | 1905 | 1926 | 2002 | 2010 | 2021 |
| ---- | ---- | ---- | ---- | ---- | ---- |
| 210  | ↗232 | ↘227 | ↘39  | ↘22  | ↘17  |